# Mangrulpir
Mangrulpir es una ciudad y  municipio situada en el distrito de Washim en el estado de Maharashtra (India). Su población es de 30983 habitantes (2011). Se encuentra a 34 km de Washim y a 671 km de Bombay.

## Demografía
Según el censo de 2011 la población de Mangrulpir era de 30983 habitantes, de los cuales 15963 eran hombres y 15020 eran mujeres. Mangrulpir tiene una tasa media de alfabetización del 89,66%, superior a la media estatal del 82,34%: la alfabetización masculina es del 93,07%, y la alfabetización femenina del 86,06%.